# دائرة الطيبات
دائرة الطيبات هي إحدى دوائر ولاية تقرت الجزائرية ، تتميز بطابعا العربي البدوي و الريفي ، سكانها عرب أقحاح من بني سليم و البعض من الأشراف (السوايح) تتشابه عرقيا و ثقافيا و لغويا و تضاريسيا مع منطقة وادي سوف ، و تقع في وسط العرق الشرقي الكبير مما يجعلها مليئة بالكثبان الرملية.